# SESC TV
La SescTV es una red de televisión educativa de Brasil.

## Historia
Fue inaugurado en noviembre de 1996 como TV Senac São Paulo y en el aire desde mayo de 1997, el canal se convirtió en la Rede STV - SescSenac Television Network, en enero de 2000.
En 2006 fue rebautizada por TV SESC SENAC dejar la asociación en mayo 4, 2006.
Actualmente, la programación es SescTV transmite 24 horas al día está disponible en el país a través de satélite, cable y algunos canales que transmiten la señal para abrir, que es el caso de la televisión Cristal en Porto Alegre, el panorama de la televisión y la fuente de TV además de asociaciones con otros organismos de radiodifusión, tales como TV Aparecida y los operadores independientes de televisión por cable que operan en diversas regiones del país.

## Estaciones abiertas
- Fonte TV - canal 5 (Goiânia/GO)
- Furb TV - canal 13 (Blumenau/SC)
- TV Eldorado - canal 10 (Santa Inês/MA)
- TV Horizonte - canal 19 (Belo Horizonte/MG)
- TV Mix Regional - canal 58 (Pirassununga/SP)
- TV Direção - Canal 38 (Fortaleza / CE)
- TV Altiora - canal 39 (Bragança Paulista/SP)
- Rede Estação - canal 14 (Recife / PE)
- Rede Millenium - canal 44 (São José do Rio Preto / SP)
- TV Cidade de Tupã - canal 23 (Tupã / SP)
- TV Mocinha - canal 7 (Balneário Camboriú / SC)
- TV Universitária - canal 5 (Natal / RN)
- TV FAG - canal 14 (Cascavel / PR)
- TV Oeste - canal 6 (Campo Fundo / MG)
- TV Oeste - canal 40 (Candeias / MG)
- TV Oeste - canal 42 (Formiga / MG)
- TV Oeste - canal 2 (Bambuí / MG)
- TV Ceará - canal 5 (Fortaleza / CE)
- TV Passaponte - canal 32 (São Gonçalo / RJ)
- TV Tabocas - canal 18 (Vitória do Santo Antão / PE)
- TV 14 de Agosto - canal 4 (Parnaíba / PI)
- TV Thathi - canal 33 (Ribeirão Preto / SP)

## Asociación
- TV Aparecida - Canal 59 (Aparecida/SP)
- UCG TV Afiliada TV Aparecida - Canal 24 (Goiânia GO)
- TV Educativa da Bahia - Canal 02 (Salvador BA)
- Ulbra TV - Canal 48 (Porto Alegre RS)
- TV Campus/UFSM - Canal 15 (Santa Maria RS)

## Programas
- Balaio Brasil
- Bem Brasil
- Diálogos Impertinentes
- Direções
- Documentário
- Filhos
- Gerações
- Instrumental Sesc Brasil
- O Mundo da Alimentação
- O Mundo da Arte
- O Mundo da Ecologia
- O Mundo da Fotografia
- Programa de Palavra
- Saberes
- STV na Dança
- Trampolim

## Guía de programación
- Segunda-feira
- 00:00 O Mundo da Arte
- 03:00 O Mundo da Fotografia
- 04:00 Documentário
- 05:00 Instrumental Sesc Brasil
- 06:00 Gerações
- 06:30 Filhos
- 07:00 Trampolim
- 08:00 Programa de Palavra
- 08:30 O Mundo da Arte
- 09:00 Instrumental Sesc Brasil
- 10:00 Balaio Brasil
- 11:00 Diálogos Impertinentes
- 12:30 O Mundo da Arte
- 13:00 O Mundo da Literatura
- 13:30 Documentário
- 14:30 Programa de Palavra
- 15:00 Diálogos Impertinentes
- 16:30 Instrumental Sesc Brasil
- 17:30 Dança
- 18:30 Documentário
- 20:30 O Mundo da Arte
- 21:00 Dança
- 22:00 Direções
- 22:00 Documentário
- 23:00 Instrumental Sesc Brasil
- Terça-feira
- 00:00 Dança
- 01:00 O Mundo da Arte
- 01:30 Diálogos Impertinentes
- 03:00 Documentário
- 04:00 Instrumental Sesc Brasil
- 05:00 O Mundo da Arte
- 05:30 O Mundo da Literatura
- 06:00 Gerações
- 06:30 Filhos
- 07:00 Trampolim
- 08:00 Programa de Palavra
- 08:30 O Mundo da Arte
- 09:00 Instrumental Sesc Brasil
- 10:00 TV Escola
- 11:00 Saberes
- 12:30 O Mundo da Arte
- 13:00 O Mundo da Fotografia
- 13:30 Documentário
- 14:30 Programa de Palavra
- 15:00 Saberes
- 16:30 Instrumental Sesc Brasil
- 17:30 Dança
- 18:30 Documentário
- 20:30 O Mundo da Arte
- 21:00 Dança
- 22:00 Documentário
- 23:00 Instrumental Sesc Brasil
- Quarta-feira
- 00:00 Dança
- 01:00 O Mundo da Arte
- 01:30 Saberes
- 03:00 Documentário
- 04:00 Instrumental Sesc Brasil
- 05:00 O Mundo da Arte
- 05:30 O Mundo da Fotografia
- 06:00 Gerações
- 06:30 Filhos
- 07:00 Trampolim
- 08:00 Programa de Palavra
- 08:30 O Mundo da Arte
- 09:00 Instrumental Sesc Brasil
- 10:00 Balaio Brasil
- 11:00 Diálogos Impertinentes
- 12:30 O Mundo da Arte
- 13:00 O Mundo da Literatura
- 13:30 Documentário
- 14:30 Programa de Palavra
- 15:00 Diálogos Impertinentes
- 16:30 Instrumental Sesc Brasil
- 17:30 Dança
- 18:30 Documentário
- 20:30 O Mundo da Arte
- 21:00 Dança
- 22:00 Documentário
- 23:00 Instrumental Sesc Brasil
- Quinta-feira
- 00:00 Dança (ás vezes especial)
- 01:00 O Mundo da Arte
- 01:30 Diálogos Impertinentes
- 03:00 Documentário
- 04:00 Instrumental Sesc Brasil
- 05:00 O Mundo da Arte
- 05:30 O Mundo da Literatura
- 06:00 Gerações
- 06:30 Filhos
- 07:00 Trampolim
- 08:00 Programa de Palavra
- 08:30 O Mundo da Arte
- 09:00 Instrumental Sesc Brasil
- 10:00 TV Escola
- 11:00 Saberes
- 12:30 O Mundo da Arte
- 13:00 O Mundo da Fotografia
- 13:30 Documentário
- 14:30 Programa de Palavra
- 15:00 Saberes
- 16:30 Instrumental Sesc Brasil
- 17:30 Dança
- 18:30 Documentário
- 20:30 O Mundo da Arte
- 21:00 Dança
- 22:00 Documentário
- 23:00 Instrumental Sesc Brasil
- Sexta-feira
- 00:00 Dança
- 01:00 O Mundo da Arte
- 01:30 Saberes
- 03:00 Documentário
- 04:00 Instrumental Sesc Brasil
- 05:00 O Mundo da Arte
- 05:30 O Mundo da Fotografia
- 06:00 Gerações
- 06:30 Filhos
- 07:00 Trampolim
- 08:00 Programa de Palavra
- 08:30 O Mundo da Arte
- 09:00 Instrumental Sesc Brasil
- 10:00 Balaio Brasil
- 11:00 Diálogos Impertinentes
- 12:30 O Mundo da Arte
- 13:00 O Mundo da Literatura
- 13:30 Documentário
- 14:30 Programa de Palavra
- 15:00 Diálogos Impertinentes
- 16:30 Instrumental Sesc Brasil
- 17:30 Dança
- 18:30 Documentário
- 20:30 O Mundo da Arte
- 21:00 Dança
- 22:00 Documentário
- 23:00 Instrumental Sesc Brasil
- Sábado
- 00:00 Dança
- 01:00 O Mundo da Arte
- 01:30 Diálogos Impertinentes
- 03:00 Documentário
- 04:00 Instrumental Sesc Brasil
- 05:00 O Mundo da Arte
- 05:30 O Mundo da Literatura
- 06:00 Gerações
- 06:30 Filhos
- 07:00 Trampolim
- 08:00 Programa de Palavra
- 08:30 O Mundo da Arte
- 09:00 Instrumental Sesc Brasil
- 10:00 TV Escola
- 11:00 Saberes
- 12:30 O Mundo da Arte
- 13:00 O Mundo da Alimentação
- 13:30 O Mundo da Literatura
- 15:00 O Mundo da Ecologia
- 15:30 O Mundo da Fotografia
- 16:30 Instrumental Sesc Brasil
- 17:30 Dança
- 18:30 Documentário
- 20:30 Especial
- 22:00 Direções
- 23:00 Instrumental Sesc Brasil (ás vezes Especial)
- Domingo
- 00:00 Dança
- 01:00 Especial
- 02:30 Direções
- 03:30 Instrumental SESC Brasil (ás vezes especial)
- 04:30 Dança
- 05:30 O Mundo da Arte
- 06:00 Documentário
- 08:00 O Mundo da Ecologia
- 08:30 O Mundo da Arte
- 09:00 Instrumental SESC Brasil
- 10:00 TV Escola
- 11:00 Saberes
- 12:30 O Mundo da Arte
- 15:30 O Mundo da Fotografia
- 16:30 Instrumental SESC Brasil
- 17:30 Dança
- 18:30 Documentário
- 20:30 Diálogos Impertinentes
- 22:00 Documentário
- 23:00 Instrumental SESC Brasil

- Datos: Q9072316